# RIM-8飛彈
RIM-8護島神（Talos）是美國海軍第一種長程艦用防空飛彈，由於設計期間海軍方面對於飛彈的性能要求不斷改變，使得護島神飛彈拖延將近10年才真正開始服役，其他較晚開始的計畫反而先行服役，他同時也是第一款可以同時對空與對艦射擊的飛彈。
護島神飛彈採用雙重導引系統。在發射和飛行中期是以乘波導引，終端則切換為半主動雷達導引。位於飛彈鼻端的4根小型棍狀物就是半主動導引的接收天線。護島神飛彈的體積相當龐大，彈體長達11.6公尺，同一時期的MiG-15戰鬥機的機身也不過10.1公尺。為了收藏與甲板下方，飛彈在儲存階段是以水平方式方置，加上導引與控制的雷達與電子系統，使得能夠安裝護島神飛彈的艦艇較為有限，服役的數量遠不如其他兩種當時一起服役的防空飛彈。

## 歷史
美國海軍於二次世界大戰末期經歷過日本神風特攻隊的慘痛經驗之後，決定開發以衝壓發動機為動力的防空飛彈，這個計畫被稱為熊蜂（Bumblebee），最初是約翰霍普金斯大學的應用物理實驗室主導研發計畫。1948年第一次超音速乘波導引試驗飛行成功完成，1951年接近最終設計的試驗載具RTV-N-69XPM試射成功，海軍給予這一款飛彈的編號是SAM-N-6。
第一枚護島神原型飛彈於1952年10月試飛，當年年底也成功完成第一次對空中目標的攔截驗證。但是受到美國海軍不斷修改飛彈的性能設計需求，導致研發計畫一再拖延，直到1959年，第一種量產型SAM-N-6B才真正進入服役。
1960年SAM-N-6b1開始服役，最主要的改進是將飛彈的最大射程提高一倍，彈頭改為連續桿高爆炸藥以增加破壞力。
班迪斯公司是護島神飛彈量產的主要廠商，飛彈的動力來源是固態火箭加力器加上衝壓發動機提供高速持續飛行，最大飛行速度可達2.5馬赫，最遠射程為185公里。導引方式為雷達乘波與半主動導引的綜合體，彈頭可以攜帶傳統炸藥或者是核子武器。兩者之間最大的差異在於鼻端的天線：由於核子武器的殺傷範圍較大，終端飛行階段的半主動導引被認為需求不高，因此將4根天線拆除。
SAM-N-6c1於1962年出廠，最大的改變是將原先需要分開攜帶的核子彈頭與傳統彈頭型飛彈，整合為能夠直接在船上互換彈頭，降低儲存，操作與維護的麻煩。
1963年美國海軍修改編號，護島神飛彈改為RIM-8。
1968年5月23日，美國海軍核動力巡洋艦長灘號（CGN-9）以艦尾飛彈發射架發射2枚護島神飛彈攔截一架120公里外的北越米格-21戰鬥機。此為本型導彈首次實戰擊落敵機，亦是有史以來首次有艦隻用區域防空飛彈成功實戰中截擊戰機的記錄。同年6月，同一艘艦再次以護島神防空飛彈截擊另一架MiG-21。
1974年當新設計的標準一型增程型飛彈開始服役之後，護島神飛彈逐漸開始退出現役，1979年所有的飛彈系統全數更換，剩下的飛彈彈體修改為MQM-8超音速靶彈，作為模擬蘇聯超音速飛行的反艦飛彈之用。

## 其他軍種
美國空軍曾經在1950年代中期表達對於陸上版護島神飛彈的興趣，但是這項興趣在1957年就消失了，陸上版護島神飛彈計畫被轉移到美國陸軍，稍後就完全消聲匿跡了。

## 外部連結
- http://www.navweaps.com/Weapons/WMUS_Talos-RIM8.htm（页面存档备份，存于）
- http://www.okieboat.com/Talos.html（页面存档备份，存于）